# Eunice goodei
Eunice goodei är en ringmaskart som beskrevs av Fauchald 1992. Eunice goodei ingår i släktet Eunice och familjen Eunicidae. Inga underarter finns listade i Catalogue of Life.